# Live in Copenhagen
Live in Copenhagen è il primo album dal vivo del musicista danese Trentemøller, pubblicato il 22 aprile 2013 dalla In My Room.

## Descrizione
Contiene la registrazione audio dei due concerti finali della tournée in supporto al secondo album Into the Great Wide Yonder tenute dal musicista e dal suo gruppo spalla presso il Den Grå Hal di Copenaghen davanti a una folla di 50 000 persone.
Oltre all'edizione standard, Trentemøller ha pubblicato un'edizione speciale per iTunes, caratterizzata dalla presenza di varie bonus track audio e video.

## Tracce
1. The Mash and the Fury – 10:56
2. Shades of Marble – 8:12
3. ...Even Though You're with Another Girl – 4:54
4. Past the Beginning of the End – 6:26
5. Vamp – 4:12
6. Sycamore Feeling – 7:48
7. Miss You – 6:08
8. Moan – 9:47
9. Silver Surfer, Ghost Rider Go!!! – 7:43

Tracce bonus nell'edizione speciale di iTunes
1. My Dreams (feat. Marie Fisker) – 4:47
2. My Dreams (feat. Marie Fisker) (Acoustic Version) – 3:47
3. Blue Hotel – 4:30
4. Shades of Marble (Live in Copenhagen) (Video) – 8:08
5. Past the Beginning of the End (Live in Copenhagen) (Video) – 6:27
6. My Dreams (feat. Marie Fisker) (Video) – 4:51
7. My Dreams (feat. Marie Fisker) (Acoustic Version) (Video) – 3:49